# 贝纳克 (阿列日省)
贝纳克（法語：Bénac，法語發音：[benak]）是法国阿列日省的一个市镇，属于富瓦区。

## 地理
贝纳克（42°57'18"N, 1°31'54"E）面积2.8 平方千米，位于法国奧克西塔尼大區阿列日省，该省份为法国西南部内陆省份，西部和北部与上加龙省接壤，东临奥德省，东南至东比利牛斯省接壤，南与安道尔和西班牙接壤。
与贝纳克接壤的市镇（或旧市镇、城区）包括：布拉萨克、滨河圣皮埃尔、阿尔热河畔塞尔。

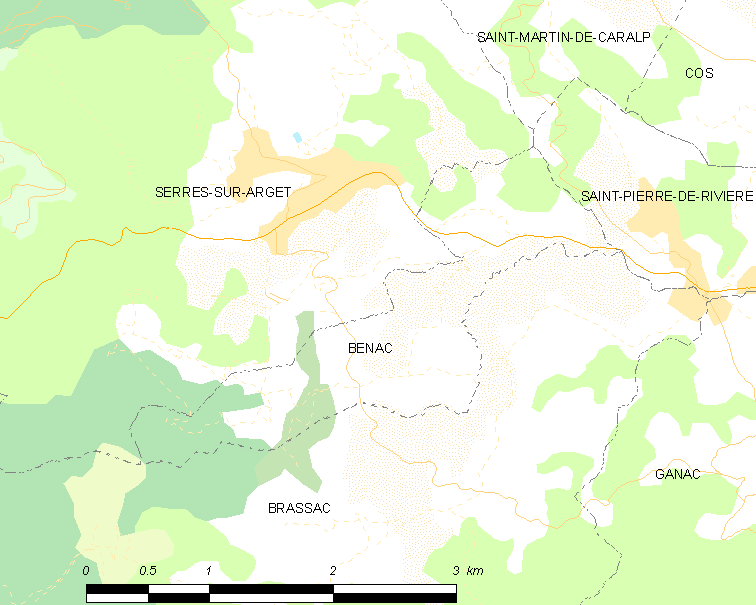
的OSM定位图

贝纳克的时区为UTC+01:00、UTC+02:00（夏令时）。

## 行政
贝纳克的邮政编码为09000，INSEE市镇编码为09049。

## 政治
贝纳克所属的省级选区为阿列日河谷县。

## 人口

1962-2008年间人口变化图示

贝纳克于2022年1月1日时的人口数量为174人。